# Jônatas Obina
Jônatas Paulino da Silva Inácio, mais conhecido como Jonatas Obina (Sete Lagoas, 18 de dezembro de 1985), é um futebolista brasileiro naturalizado guiné-equatoriano. Joga na função de atacante. Atualmente, joga pelo SE Patrocinense.

## Carreira
Jônatas Obina começou sua carreira no futebol em 2005, nas categorias de base do Democrata de Sete Lagoas e em 2006 disputou a Copa São Paulo de Futebol Junior, atuando pelo Vila Nova Futebol Clube.
Em 2007, disputou o Campeonato Mato-Grossense de Futebol pela equipe profissional do Barra do Garças Futebol Clube. No ano seguinte, transferiu-se para o Formiga e no mesmo ano ainda defendeu as cores do Clube Atlético Tricordiano.
Em 2009, Jônatas Obina jogou no Venda Nova Futebol Clube e no América Esporte Clube, onde marcou 13 gols e foi artilheiro do Campeonato Mineiro Módulo II antes de ir para o Le Mans FC da França, onde ficou até 2010.
Ainda em 2010, voltou para o Brasil defendendo as cores do Caldense e do Clube Atlético Tricordiano. 
Em 2011, voltou a defender o América de Teófilo Otoni até ser contratado pelo Clube Atlético Mineiro.
Em 2012, jogou pelo Ipatinga Futebol Clube e em 2013 jogou pela Ferroviária e pelo Mixto. Em 2014, defendeu três equipes: Ferroviária, São Caetano e Rio Branco.
Em 2015, defendeu as cores verde e branco do Juventude e também jogou no Matonense.
Em 2016, atuou pelo Rio Preto e pelo CSA.
Em 2017, jogou pelo Veranópolis, pelo Rio Preto e pelo Fluminense de Feira.
Em 2018, voltou ao Rio Preto e também jogou no Athletic Club.
Em 2019, Jônatas Obina, além de jogar novamente no Rio Preto, atuou também pelo Leones Vegetarianos Fútbol Club, da Guiné Equatorial.
Em 2020, assinou com o Operário Futebol Clube, onde se recuperou de lesões. Em 2021, disputou o Campeonato Tocantinense de Futebol pelo Araguacema Futebol Clube.
Em 2022, assinou com o Morrinhos Futebol Clube, de Goiás, para disputar o Campeonato Goiano de Futebol.

## Seleção da Guiné Equatorial
Jônatas Obina se naturalizou na Guiné Equatorial em 2012 e defendeu a seleção da guiné-equatoriana nas eliminatórias para a Copa do Mundo FIFA de 2014, onde jogou quatro partidas e marcou um gol.

## Prêmios individuais
- Artilheiro do Campeonato Mineiro Módulo II de 2009, jogando pelo América TO.